# Diego de Vargas
Diego de Vargas Zapata y Luján Ponce de León y Contreras (nació en Madrid, España en 1643-1704), también conocido como don Diego de Vargas, fue un gobernador español del territorio de Santa Fe (Nuevo México) entre 1690 y 1704. Reconquistó el territorio en 1692 después de la Rebelión de Popé, una sublevación de varios pueblos indios en 1680. La reconquista se recuerda cada año con las fiestas de Santa Fe en la ciudad de Santa Fe.
El rey Carlos II le recompensó en 1700 como gobernador y pacificador de Santa Fe con la concesión del marquesado de la Nava de Barcinas. Fue también  caballero de la Orden de Santiago, .

## Sublevación y reconquista
El 10 de agosto de 1680 los indios Pueblo, ubicados en el norte de Nuevo México, se sublevaron contra virreinato español. Sitiaron la ciudad de Santa Fe y lograron que los españoles se retiraran el 21 de agosto. Los españoles huyeron hasta la ciudad de El Paso del Norte, conocida actualmente como Ciudad Juárez, quedándose 12 allí.
En 1688 don Diego de Vargas fue nombrado gobernador de Nuevo México. Llegó para asumir el puesto el 22 de febrero de 1691. Se le asignó la tarea de reconquistar y recolonizar el territorio perdido. En julio de 1692 Vargas fue a Santa Fe con una pequeña tropa de soldados. Rodearon a la ciudad y pidieron a los indios que se rindieran. Les prometieron clemencia a todos los que se sometieran a la autoridad del rey y que volvieran a la fe cristiana. Después de reunirse con Vargas, los líderes indios aceptaron la propuesta. El 14 de septiembre de 1692 Vargas anunció la ocupación del territorio.
La reconquista de Vargas se suele considerar no sangrienta, aunque cuando Vargas volvió a México a principios de 1693 para llevar a otro grupo de colonos, los indios pueblo rompieron el acuerdo y volvieron a ocupar la ciudad de Santa Fe. Vargas y sus tropas asaltaron la ciudad, matando a muchos de los rebeldes.
Otra sublevación aconteció en 1696, en la que murieron cinco misioneros y otros 21 españoles. La guerra continuó varios años, pero al final la sublevación se ahogó y el virreinato se fortaleció.
El rey Carlos II le recompensó en 1700 como gobernador y pacificador de Santa Fe con la concesión del marquesado de la Nava de Barcinas.
El cuadro original de D. Diego de Vargas Zapata, es custodiado por la Real Muy Ilustre y Primitiva Congregación de san Ysidro de Naturales de Madrid.

## Fiestas de Santa Fe
Se cree que Vargas rezaba a la Virgen llamada La Conquistadora para que se restableciera la paz y según la leyenda la Virgen lo ayudó para que se celebraran en honor a ella las fiestas que actualmente se llaman Fiestas de Santa Fe y se celebran todos los años. Entre las fiestas figura la celebración de una misa de acción de gracias. También hay un desfile desde la Catedral basílica de San Francisco hasta la Capilla del Rosario. La estatua de la Conquistadora se lleva en el desfile y terminada la novena, la Conquistadora vuelve a la basílica.